# Lupara bianca
Lupara bianca es una locución (expresión, uso, término), de origen periodística que indica un homicidio mafioso realizado de tal manera que no quede ningún rastro del cuerpo del asesinado. 
Sistemas típicos de la "lupara bianca" son el enterramiento de los cuerpos por el campo, en lugares poco concurridos para hacer difícil su descubrimiento, el lanzamiento del cadáver en un pilar de edificios en construcción cubriéndolo de hormigón, su disolución en el ácido deshaciéndose de los restos, o recubrirlo de peso para lanzarlo al fondo de un pantano.
Los delitos de la mafia son en general explícitos y públicos. Sin embargo, en casos particulares, la mafia prefiere deshacerse de personajes "incómodos" sin dejar rastro del cadáver ni de la sangre.

## Etimología
Lupara es el nombre de un rifle de caza siciliano y calabrés, una escopeta recortada que originalmente se usaba para cazar lobos, pero con la que también se asesinaba a los oponentes. La palabra bianca significa "blanco" e indica la ausencia de rastros.

## Ejemplos
- Joseph Ardizzone desapareció el 15 de octubre de 1931 cuando se dirigía a su primo en Etiwanda, un pueblo de Rancho Cucamonga en el sur de California. Como cabeza de la familia de Los Ángeles, había aguantado a Salvatore Maranzano durante la guerra en Castellammare. Ahora, el viejo Pete Bigote fue probablemente puesto fuera de combate por Jack Dragna, que tenía los mejores contactos con el verdadero ganador del conflicto: Lucky Luciano.
- Bo Weinberg: El 9 de septiembre de 1935, el miembro Kosher Nostra desapareció después de visitar un club nocturno en el centro de Manhattan. Se rumorea que Dutch Schultz hizo cementar los pies de Weinberg y luego lo arrojó al East River. George Weinberg se convirtió en un pentito tras la desaparición de su hermano sin dejar rastro, pero luego se suicidó a pesar de la protección policial.
- Vincent Mangano: El 19 de abril de 1951 el hermano de Mangano, Philip, fue encontrado asesinado cerca de Sheepshead Bay (Brooklyn). El cuerpo de Vincent, antiguo jefe de la familia Gambino, no fue descubierto.
- Joseph Scalice: Su hermano Francesco "Frank" Scalice fue asesinado a tiros el 17 de junio de 1957. Se dice que su asesinato frente al puesto de frutas en el 2380 de Arthur Avenue inspiró una escena de la película mafiosa El Padrino. Después de que Joseph Scalice tuviera ambiciones de vengar a su hermano, desapareció sin dejar rastro el 19 de septiembre de 1957 - después de una fiesta de bienvenida. Se dice que James Squillante es uno de los autores.
- James Squillante desapareció sin dejar rastro en septiembre de 1960. A menudo se le llamaba el rey del negocio de la recolección de basura y fue uno de los asesinos de Albert Anastasia. La infiltración de los trabajadores de la basura por parte de los mafiosos de la ciudad de Nueva York comenzó en 1955 y fue paralela al desarrollo del sindicato de los Teamsters, al que también pertenecían los recolectores de basura.
- Jake Russo desapareció sin dejar rastro en 1964 tras el regreso de Frank J. Valenti a Rochester. Russo se había aprovechado de la debilidad y ausencia de los hermanos Valenti para tomar la delantera sobre la familia Rochester.
- Anthony Strollo: El mafioso dejó su propiedad en Fort Lee en 1962 y desapareció sin dejar rastro. Su cuerpo nunca fue encontrado. Ahora se cree que fue asesinado por orden de Vito Genovese.
- Jimmy Hoffa: El sindicalista liberado de la prisión planeaba su regreso como presidente del poderoso sindicato de trabajadores del transporte. El 30 de julio de 1975 desapareció sin dejar rastro del aparcamiento del restaurante Machus Red Fox. El misterio de su desaparición se ha convertido desde entonces en parte de la cultura pop en los EE. UU. y se adapta una y otra vez.

   En 1982 Filippo Marchese desapareció sin dejar rastro, al igual que hasta 100 de sus víctimas. Marchese se había hecho famoso especialmente póstumamente a través de un método especial de Lupara Bianca, porque había disuelto sus víctimas de asesinato en ácido. Sus actos se habían dado a conocer a través del Pentito Vincenzo Sinagra. Junto con Pino Greco, Marchese había operado una bodega de tortura en el puerto, donde las víctimas eran maltratadas antes de su muerte.

   Anthony Zizzo era un miembro de alto rango del Chicago Outfit; el 31 de agosto de 2006 desapareció sin dejar rastro. Se ofrece una recompensa de 10.000 dólares americanos por la información que aclare su desaparición.
- Datos: Q1109166